# Nicrophorus tomentosus
Nicrophorus tomentosus är en skalbaggsart som beskrevs av Weber 1801. Nicrophorus tomentosus ingår i släktet Nicrophorus och familjen asbaggar. Inga underarter finns listade i Catalogue of Life.

## Bildgalleri

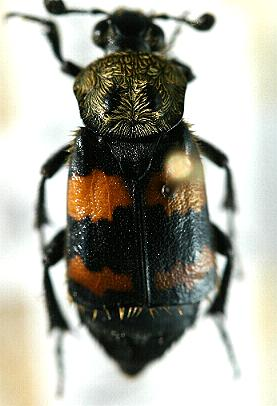